# (10308) 1990 QC3
A (10308) 1990 QC3 a Naprendszer kisbolygóövében található aszteroida. Henry Holt fedezte fel 1990. augusztus 28-án.

## Kapcsolódó szócikk
- Kisbolygók listája (10001–10500)